# مطار طابا الدولي
مطار طابا الدولي (إياتا: TCP، إيكاو: HETB) هو مطار دولي يقع على هضبة سيناء بارتفاع 2470 قدمًا. لدى المطار بوابة واحدة فقط تعمل منها رحلات الطيران العارض بشكل أساسي. يقع Taba VOR-منصة طابا اللاسلكية (المعرف: TBA) على بعد 0.43 ميل بحري من عتبة المدرج 22.

## تاريخ
شيدت إسرائيل المطار عام 1972 أثناء احتلالها لسيناء في أعقاب حرب 1967 وعُرف المطار وقتها باسم قاعدة عتصيون الجوية (أو قاعدة إتزيون الجوية). أصبح المطار منطقة منزوعة السلاح عام 1979 بموجب معاهدة السلام المصرية الإسرائيلية، وغادرته أسراب الطائرات المقاتلة الإسرائيلية بينما عادت أرض المطار إلى السيادة المصرية.
يسمح أحد شروط معاهدة السلام للسائحين بزيارة مناطق معينة في مصر بالقرب من طابا لمدة تصل إلى 14 يومًا بدون تأشيرة، لذا فإن المسافرين والسياح القادمين من إسرائيل والأردن يعبرون الحدود في طابا في حافلات لزيارة المنتجعات، ويمكن لسيارات الأجرة المصرية أن تصل إلى حدود إسرائيل ولكن ليس أبعد من ذلك.
يقع المطار على بعد 13 كيلومترًا من طابا و30 كيلومترًا من مرتفعات طابا بالقرب من النقب ومجاور لإيلات في إسرائيل. أضيف مبنى جديد للركاب وتم تركيب إضاءة ليلية وتغيير اسم المطار إلى مطار طابا الدولي في نوفمبر 2000.
يستقبل المطار رحلات الطيران العارض. انخفضت حركة المرور في المطار بشكل كبير، ففي عام 2014 خدم المطار 41142 مسافر بينما في عام 2015 خدم فقط 13488 (أي انخفاض بنسبة 67.2٪). أعلن في عام 2016 عن قيام مجموعة تاليس بتحديث إدارة الحركة الجوية في مطار طابا الدولي.
أُعلن في مايو 2018 عن استئناف رحلات الطيران العارض إلى المطار بداية من رحلات من بولندا ثم من جمهورية التشيك.

## مبنى الركاب
- سعة مبنى الركاب: 600 راكب / ساعة.
- مسطح مبنى الركاب: حوالي 4325 م².
- مسطح إجراءات السفر: 1800 م².
- مسطح صالة السفر الداخلي والدولي: 1025 م².
- مسطح صالة الوصول الداخلي والدولي: 1350 م².

## شركات وخطوط الطيران
| شركـات طيـران             | الوجهات |
| ------------------------- | --- |
| مصر للطيران               | عارض: مطار القاهرة الدولي                                                                                            |
| Mayfair Jets              | موسمي عارض: České Budějovice                                                                                         |
| خطوط ترافل سيرفس الجوية   | موسمي عارض: Brno، مطار بودابست فرانز ليست الدولي، مطار كاتوفيتشي، مطار فاكلاف هافيل الدولي، مطار وارسو فريدريك شوبان |
| خطوط لوت الجوية البولندية | موسمي عارض: مطار وارسو فريدريك شوبان                                                                                 |